# Balanopostitis
Balanopostitis je zapaljenje sluzokože glavića (lat. balanitis) i prepucijuma (lat. postitis) penisa. Zapaljenje je izrazitije na prepucijumu.

## Etiologija
Oboljenje je najčešće izazvano delovanjem više faktora:
- infekcije (Candida albicans, Chlamydia trachomatis, Trichomonas vaginalis, Neisseria gonorrhoeae, beta hemolitički streptokok)
- trauma,
- loša higijena,
- kontaktna alerija,
- dermatoze (psorijaza, lihen planus),
- fiksni eritem (izazvan lekovima).

Balanopostitis se najčešće javlja kod neobrezanih muškaraca zbog tople i vlažne sredine. Bitni su takođe sledeći faktori: seksualno ponašanje, upotreba kondoma i spermatocidnih agenasa, simptomi kod seksualnog partnera.

## Klinička slika
Postoji nekoliko formi balanopostitisa. Neke od njih su:
- - postoje crvenilo i otok, a moguća je i pojava manjih i većih „ranica“ uz subjektivni osećaj peckanja, svraba, žarenja, ponekad i smetnji pri mokrenju. Najčešći uzročnici su bakterijske infekcije, hemijski i mehanički nadražaji.
- - javlja se kod dijabetičara (obolelih od šećerne bolesti), naročito ukoliko je prisutna glikozurija (prisustvo šećera u mokraći). Najčešće se nadovezuje infekcija Kandidom albikans.
- - odlikuje se svrabom, pečenjem, prisustvom papula, pustula, erozija. Znatno češće se javlja kod dijabetičara.
- - ima hroničan tok, može se javiti zasebno ili u sklopu Rajterove bolesti. Odlikuje se crvenilom, sjajnim erozijama (ranicama) sa naglašenom nekrotičnom ivicom, nepravilnog policikličnog izgleda.

## Dijagnoza
Dijagnoza se postavlja na osnovu kliničke slike. Po potrebi se rade dodatna ispitivanja (bris radi izolovanja uzročnika, biopsija, patch testiranje). Potrebno je i seksualnog partnera uputiti na potrebna ispitivanja, a zatim i na adekvatno lečenje. 

## Lečenje
Osnovni vid terapije je uklanjanje predisponirajućih faktora.
Primarna terapijska linija:
- održavanje higijene, ali bez agresivnih sredstava (preporučuju se slani rastvori);
- emolijenti i to prevashodno masti bez konzervanasa zbog moguće iritacije i senzibilizacije;
- topijski kortikosteroidi, ali niskopotentni i uz mere opreza;

Sekundarna terapijska linija:
- gel,
- kortikosteroidi intraleziono.

Definitivni tretman za balanopostitis, naročito kod dijabetičara je cirkumcizija (obrezivanje).

## Prognoza
Balanopostitis treba adekvatno lečiti i to terapijom datom od strane nadležnog lekara jer je moguć prelazak u hroničnu formu (sluzokoža postaje glatka, sjajna, istanjena, smanjene elastičnosti), a moguće su i komplikacije (fimoza - nemogućnost prevlačenja kožice, parafimoza - rub prepucijuma je stegnut iza glavića i javlja se otok).